# Wayang-Windu
Pour les articles homonymes, voir Wayang (homonymie).
Le Wayang-Windu est un volcan double d'Indonésie situé à l'est du kecamatan de Pangalengan (en), dans le kabupaten de Bandung. Constitué des monts Wayang et Windu, il culmine à 2 182 mètres d'altitude.

## Centrale géothermique
Le volcan est le siège de la centrale géothermique de Wayang Windu, l'une des plus puissantes du genre au monde.